# Steven Passaro
 (mai 2025).
Si vous disposez d'ouvrages ou d'articles de référence ou si vous connaissez des sites web de qualité traitant du thème abordé ici, merci de compléter l'article en donnant les références utiles à sa vérifiabilité et en les liant à la section « Notes et références ».
Steven Passaro, né le 19 mars 1992 à Aubervilliers (Seine-Saint-Denis), est un créateur de mode français. Il fonde sa marque éponyme en 2020 à Paris, pendant la pandémie de COVID-19.
Ses collections associent coupe tailleur, éléments émotionnels et technologie 3D. Il fait partie des créateurs français ayant intégré de manière systématique la virtualisation et le patronage numérique dans leur processus de création.

## Formation et débuts
Steven Passaro naît le 19 mars 1992, à Aubervilliers dans une famille d'origine portugaise[réf. nécessaire].
Il débute sa formation à l’École supérieure des arts appliqués Duperré (Paris), où il étudie la scénographie et le design d’espace pendant trois ans. Cette première formation lui transmet une compréhension approfondie des volumes, de la construction et de la mise en scène[réf. nécessaire].
Il effectue deux stages chez Christian Dior en 2013 et 2014 en tant qu’assistant designer en marchandisage visuel. C’est au sein de cette maison qu’il développe un intérêt marqué pour le tailoring traditionnel. Il décide alors de poursuivre ses études dans la mode au London College of Fashion (en) (Université des arts de Londres, Royaume-Uni), où il obtient un master en mode masculine en janvier 2019. Sa collection de fin d’études, intitulée Body of Folds, est présentée lors de la Fashion Week de Londres le même mois[réf. nécessaire].

## Carrière
De retour à Paris en octobre 2019, Steven Passaro collabore brièvement avec les maisons Loewe et Hermès[réf. nécessaire]. En 2020, il fonde sa propre maison sous son nom. Sa première collection est présentée en septembre 2020[réf. nécessaire]. Ses créations, influencées par sa sensibilité et son approche introspective, sont conçues comme des “protections non structurées” contre le monde extérieur. Elles explorent les sensations et les émotions, avec une esthétique valorisant la délicatesse, la fluidité et la précision architecturale.
En mars 2021, sa deuxième collection (automne/hiver 2021) marque un tournant avec une première reconnaissance médiatique, notamment via une parution dans Vogue Hommes. À la suite de cette visibilité, il signe avec une agence de presse, puis rejoint l’incubateur des Ateliers de Paris (Bureau du Design, de la Mode et des Métiers d'art, de la ville de Paris)
En janvier 2022, il est officiellement intégré au calendrier de la Semaine de la mode de Paris, avec une vidéo de présentation diffusée le 22 janvier par la Fédération de la Haute Couture et de la Mode, et sa marque est distribuée pour la première fois par le détaillant SSENSE (en). Il continue depuis à présenter ses collections à chaque saison. En mars 2023, il est invité à défilé à Shenzhen, en Chine, pour présenter sa collection Beauty of Change.

## Esthétique et collections
Steven Passaro développe une mode introspective et sensible. Sa collection Waterboys, présentée en 2023, explore l’eau comme métaphore de l’émotion et de la transformation intérieure. Il conçoit le vêtement comme un prolongement de l’âme et une interface entre le corps, le regard et le monde[réf. nécessaire].

## Engagements et innovation
Depuis ses débuts, il travaille avec des outils de virtualisation et de patronage 3D, notamment avec le logiciel STYLE3D. Cette approche numérique permet de réduire le nombre de prototypes physiques et d’optimiser la production, dans une optique d'économie des ressources. Il utilise principalement des tissus issus de stocks dormants de maisons de luxe françaises et européennes.
En parallèle de sa carrière de designer, il intervient comme consultant auprès d’écoles de mode et d’acteurs de l’industrie sur les thématiques liant mode, technologie et durabilité[réf. nécessaire].

## Distinctions
- 2024 : Finaliste du Grand Prix de la Ville de Paris[réf. nécessaire]
- 2024 : Finaliste du Prix Maison Mode Méditerranée[réf. nécessaire]
- 2024 : Finaliste Appel à Projet Mode Consulat Français à Hong Kong[réf. nécessaire]